# Michális Kosídis
Michális Kosídis (grec moderne : Μιχάλης Κοσίδης), né le 9 février 2002 à Thessalonique, est un footballeur grec qui évolue au poste d'avant-centre au Zagłębie Lubin.

## Biographie
Né à Thessalonique, Kosidis a grandis dans le district de Serrès en Macédoine-Centrale,.

### Carrière en club
Michális Kosídis est formé dans sa ville natale, entre l'Ilioupoli et l'Iraklis Thessalonique, avant de rejoindre l'AEK Athènes à 15 ans, y signant son premier contrat professionnel en février 2021,,.
Michális Kosídis fait ses débuts professionnels avec l'AEK Athènes le 21 mars 2021, entrant en jeu lors du match de Championnat de Grèce contre le PAOK Salonique,,.
Il signe son premier but le 25 janvier 2023, lors de la victoire 3-1 en coupe contre le Panserraikos FC,.

### Carrière en sélection
Michális Kosídis est international grec en équipes de jeunes, ayant notamment joué avec les espoirs à partir de 2024,.

## Palmarès
| AEK Athènes - Championnat de Grèce (1) - Champion en 2022-23 |